# Balkana
Balkana är en reservoar i Bosnien och Hercegovina.   Den ligger i entiteten Republika Srpska, i den centrala delen av landet, 120 kilometer nordväst om huvudstaden Sarajevo. Balkana ligger 776 meter över havet.
I omgivningarna runt Balkana växer i huvudsak blandskog. Runt Balkana är det ganska tätbefolkat, med 67 invånare per kvadratkilometer.